# Pelle Ohlin
Pelle Ohlin (16.1.1969 - 8.4.1991) , bolje poznan pod psevdonimom Dead , je bil Švedski vokalist najbolje poznan kot vokalist Norveške Black Metal zasedbe Mayhem. Preden je odpotoval iz Švedske na Norveško je imel svoj band poimenovan Morbid.

## Življenje
Pelle Ohlin je bil rojen v Vasterhaninge (jugozahodno od Stockholma). V šoli so ga vsi imeli za nenavadnega otroka. Nekega dne ga je skoraj do smrti pretepla skupina starejših fantov. Od takrat naprej je bil fasciniran nad smrtjo. Ko je šel na drugo šolo, je že po prvem dnevu imel nove prijatelje, s katerimi je ustvaril band poimenovan Morbid. 

### Kariera
Pelle je imel idejo o popolno zlobni glasbi. Leta 1986 je s prijatelji ustanovil band Morbid kjer so izdali demo December Moon. Leta 1988 pa je zapustil Morbid in odšel na Norveško, kjer se je pridružil bandu Mayhem. Z Mayhem je izdal Live in Liepzig. Njegova kariera pa se je končala 8. aprila 1991, ko je pri 22 letih naredil samomor. 

#### Osebnost
Pelle Ohlina veliko glasbenikov opiše kot depresivnega in neobičajnega. Bobnar zasedbe Mayhem ga opisuje kot "zelo čudno osebnost .... depresivnega , melanholičnega in temnega"  Podobno kot ga je opisoval kitarist Euronymous nekoč je izjavil "Jaz resno mislim , da Dead ni mentalno zdrav". Seveda on res ni mogel uživati življenja, saj je storil samomor pri komaj 22ih letih.
Pa v Leipzigu je dejal : "Jag är inte en människa. Det här är bara en dröm, och snart vaknar jag. Det var för kallt och blodet levrades hela tiden" (Prevedeno : Jaz nisem človek. To so le sanje , in kmalu se bom zbudil. Bilo je premrzlo, zato je kri zmrznila vse čas) 
Čeprav osebnosti tega glasbenika ni nihče poznal najbolje.

#### Predstave
Pelle je bil odličen showman. Preden je šel na oder si je nadel "corpsepaint" (belo-črno barvo s katero je spominjal na truplo) ter oblekel oblačila, ki jih je teden dni pred nastopom zakopal v zemljo, da so dobila videz gnitja. Nekega dne med turnejo z Mayhem je našel mrtvega krokarja, ki ga je spravil v plastično vrečko in ga kasneje uporabil kot vdihavanje vonja smrti za inspiracijo. Nekoč je razložil kako se znebiti "pozerjev" na njihovih knocertih : Prišlo je okoli 300 ljudi. Odigrali so prvo pesem, po drugi pesmi so začeli metati prašičje glave z odra, da je ostalo le 50 gledalcev. 

##### Samopoškodbe in samomor
Dead se je večkrat rezal z velikimi ostrimi noži in razbitim steklom. Leta 1990 v Sapraborghu si je prerezal arterije , da je takoj po nastopu moral v bolnišnico. Žal pa se je leta 1991 odločil za samomor. Živel je v provinci mesta Oslo v Krakstadu, kjer je naredil svoj poslednij korak. Najprej si je prerezal zapestja in vrat , da bi izkrvavel ampak , ker je trajalo preveč časa je vzel puško in se ustrelil v glavo. Prej pa je na list napisal "Excuse all the blood" , kar predstavlja njegov temni smisel za humor. Slika njegovega samomore je objavljena na plati Mayhem albuma Down Of The Black Hearts. 
Pokopan je na Švedskem dne 26. aprila. 1991  od 10. uri pri Österhaninge kyrka na pokopališču Österhaninge kyrkogård.
1. ↑  https://web.archive.org/web/20110715064913/http://www.peryngveohlin.com/pics/dead51.jpg
2. 1 2  Find a Grave — 1996.
3. 1 2  Encyclopaedia Metallum — 2002.
4. 1 2  Patterson D. Black Metal: Evolution of the Cult — Feral House, 2013. — str. 146. — ISBN 978-1-936239-75-7
5. ↑  Patterson D. Black Metal: Evolution of the Cult — Feral House, 2013. — str. 141. — ISBN 978-1-936239-75-7